# Diocèse de Győr
Le diocèse de Győr (Győri egyházmegye) de l'Église catholique est situé à l'ouest de la Hongrie, autour de la ville de Győr. Il est suffragant de l'archidiocèse d'Esztergom-Budapest. Il a été créé en 1009 par le roi Étienne Ier, en même temps que la plupart des autres diocèses hongrois.

## Territoire
Le diocèse comprend le comitat de Győr-Moson-Sopron et la partie occidentale de celui de Komárom-Esztergom.
La basilique cathédrale du diocèse de Győr est dédiée à l'Assomption de la Vierge Marie. L'évêque actuel est András Veres (de), nommé en 2016.
Le territoire couvre 5 005 km², et il est divisé en 258 paroisses.

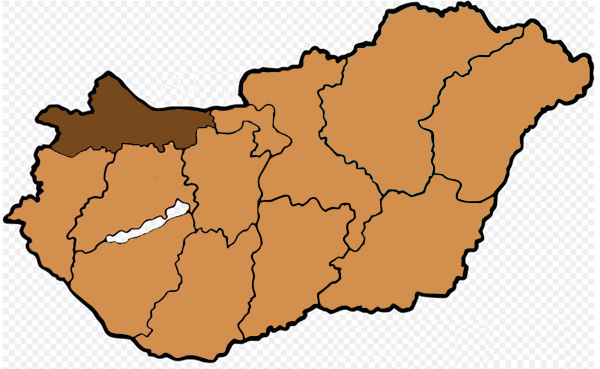
Localisation du diocèse.
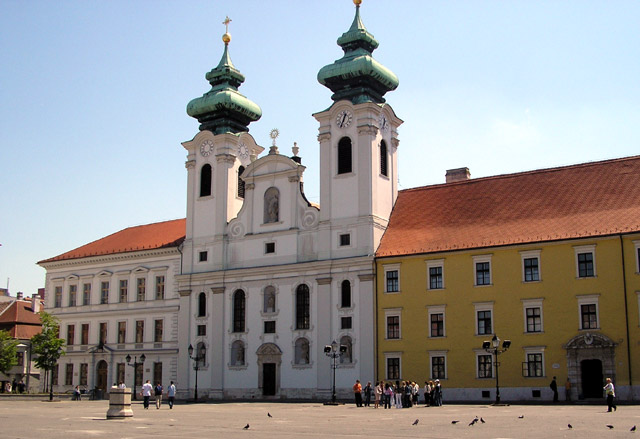
L'église bénédictine Saint-Ignace-de-Loyola, place Széchenyi, Győr.

## Résumé historique
L'évêché a été fondé en 1009 par Étienne Ier. De 1450 à 1733 environ, l'évêque avait la dignité de comes perpetuus supremus (titre de noblesse de comte ou d'ispán perpétuel). De 1594 à 1598, le territoire diocésain a fait partie de l'Empire ottoman.
En 1777, le diocèse a dû céder une grande partie de son territoire à l'évêché nouvellement créé de Szombathely.
Le 18 mai 1922, d'autres paroisses ont été cédées à l'administration apostolique nouvellement créée de Burgenland (diocèse d'Eisenstadt), en Autriche.